# 4461 Sayama
A 4461 Sayama (ideiglenes jelöléssel 1990 EL) a Naprendszer kisbolygóövében található aszteroida. Szugie Acusi fedezte fel 1990. március 5-én.